# Kepler-442
Kepler-442 is een ster van spectraalklasse K5V ongeveer 1.196 lichtjaar van de aarde verwijderd in het  sterrenbeeld Lier. De ster bevindt zich in het gebied aan de hemel waar Kepler Space Observatory  zocht naar planeten die mogelijk langs hun sterren bewegen. Op 6 januari 2015 werd aangekondigd dat Kepler-442 evenals Kepler-438 en Kepler-440 een exoplaneet (een superaarde genaamd Kepler-442b) heeft die zich binnen de bewoonbare zone bevindt

## Nomenclatuur en geschiedenis

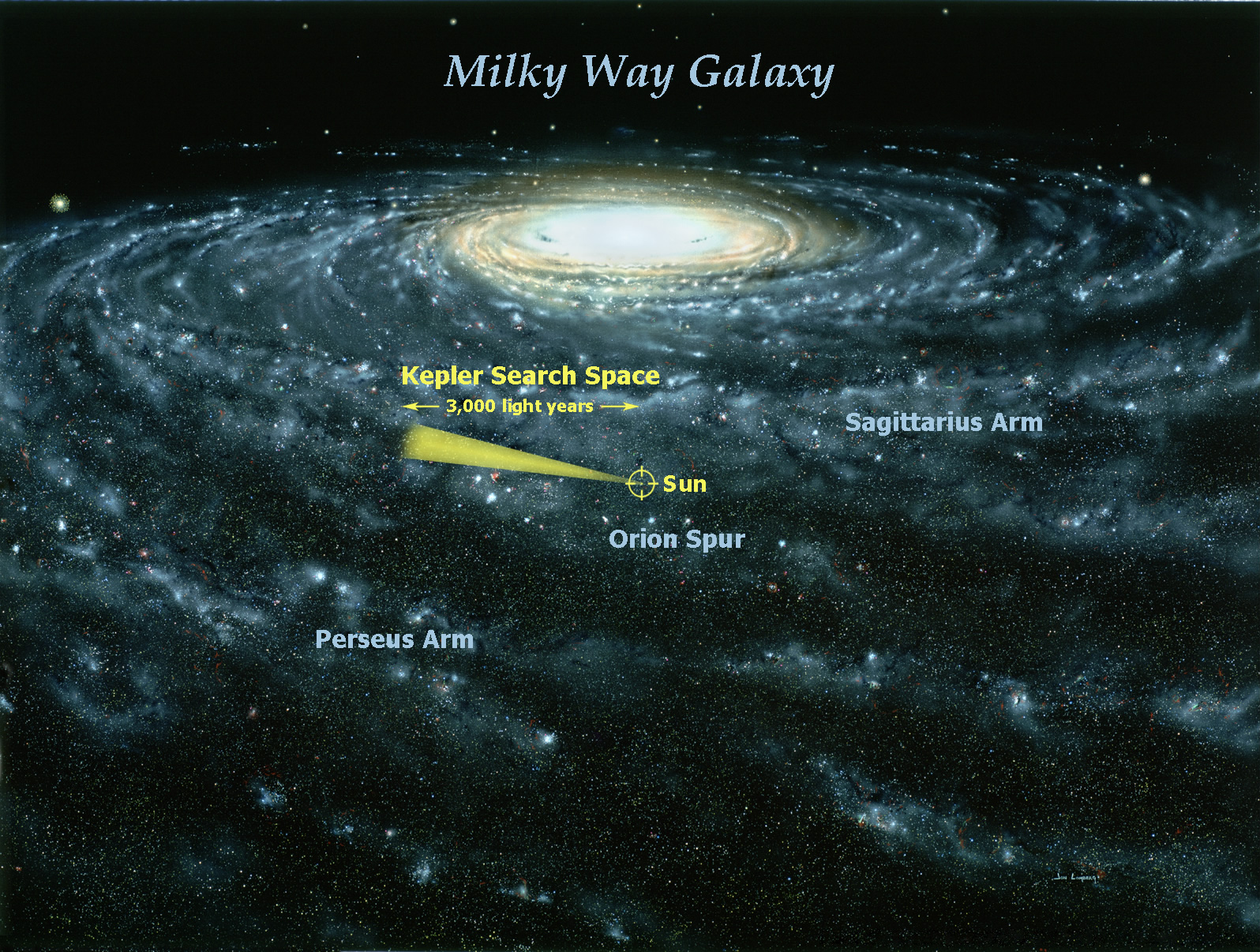
Het zoekvolume van de Kepler Space Telescope, in de context van de Melkweg.

Vóór de Keplermeting had de ster het 2MASS- catalogusnummer 2MASS J19012797+3916482. In de Kepler Input Catalogus kreeg het de aanduiding KIC 4138008, en na de mogelijke detectie van planeten, kreeg het het Kepler Object of Interest nummer KOI-4742.
De transitmethode die Kepler Space Observatory gebruikte, omvat het detecteren van helderheidsdalingen in sterren. Deze helderheidsdalingen kunnen worden geïnterpreteerd als planeten waarvan de banen vanuit het perspectief van de aarde voor hun sterren langs gaan, hoewel ook andere fenomenen verantwoordelijk kunnen zijn. Daarom wordt de term planetaire kandidaat gebruikt. 
Na de aanvaarding van het ontdekkingspapier gaf het Kepler-team een extra naam voor het systeem: "Kepler-442". De ontdekkers noemden de ster Kepler-442, wat de normale procedure is voor het benoemen van de exoplaneten die door het ruimtevaartuig zijn ontdekt.  Daarom is dit de naam die door het publiek wordt gebruikt om naar de ster en zijn planeet te verwijzen.
Kandidaatplaneten die geassocieerd zijn met sterren die door de Kepler-missie zijn bestudeerd, krijgen de aanduiding ".01" etc. achter de naam van de ster, in volgorde van ontdekking. Als er tegelijkertijd planeetkandidaten worden gedetecteerd, volgt de volgorde de volgorde van de omlooptijden van de kortste naar de langste. Volgens deze regels werd er alleen een kandidaatplaneet gedetecteerd, met een omlooptijd van 112,3053 dagen.
De aanduiding b is afgeleid van de volgorde van ontdekking. De aanduiding b wordt gegeven aan de eerste planeet die om een bepaalde ster draait, gevolgd door de andere kleine letters van het alfabet.  In het geval van Kepler-442 werd er slechts één planeet gedetecteerd, dus wordt alleen de letter b gebruikt. De naam Kepler-442 vloeit rechtstreeks voort uit het feit dat de ster de gecatalogiseerde 442e ster is waarvan Kepler heeft ontdekt dat hij planeten heeft.

## Stellaire kenmerken
Kepler-442 is een ster van het K-type die ongeveer 61% van de massa en 60% van de straal van de zon heeft. De ster heeft een temperatuur van 4402 K en is ongeveer 2,9 miljard jaar oud, maar de foutmarge is hier behoorlijk groot.  Ter vergelijking: de zon is ongeveer 4,6 miljard jaar oud en heeft een temperatuur van 5778 K.
De ster is arm aan metalen, met een metalliciteit ([Fe/H]) van ongeveer –0,37, of ongeveer 43% van de hoeveelheid ijzer en andere zwaardere metalen die in de zon worden aangetroffen.  De helderheid van de ster is wat laag voor een ster als Kepler-442, met een helderheid van ongeveer 12% van die van de zon. 
De schijnbare magnitude van de ster, of hoe helder hij lijkt vanuit het perspectief van de aarde, is 14,976. Daarom is het te zwak om met het blote oog te zien.

## Planetair systeem
Kepler-442b is de enige planeet die om de ster Kepler-442 heen draait. De planeet passeert de ster; dit betekent dat de baan van de planeet voor de ster lijkt te kruisen, gezien vanuit het perspectief van de aarde. De helling ten opzichte van de gezichtslijn van de aarde, of hoe ver boven of onder het gezichtsvlak van de aarde de ster zich bevindt, varieert met minder dan één graad. Dit maakt directe metingen mogelijk van de perioden en relatieve diameters van de planeet (vergeleken met de gastster) door de overgang van de planeet naar de ster te volgen.
Kepler-442b is een superaarde met een straal van 1,34 keer die van de aarde, en draait ruim binnen de bewoonbare zone. Het is waarschijnlijk een rotsachtige planeet. Dit is af te leiden van de straal. Door NASA werd de planeet beschreven als een van de meest aardachtige planeten, in termen van grootte en temperatuur, die tot nu toe zijn gevonden. De planeet Kepler-442b bevindt zich op een afstand van ongeveer 0,409 AE ten opzicht van zijn ster. Omdat de planeet is gelegen buiten de zone (iets verder dan 0,362 AU) zijn de getijdenkrachten van de gastster voldoende om hem getijdenvast te zetten. De ster draait dus niet om zijn eigen as zoals de aarde.